# Аед Аллан мак Фергайле

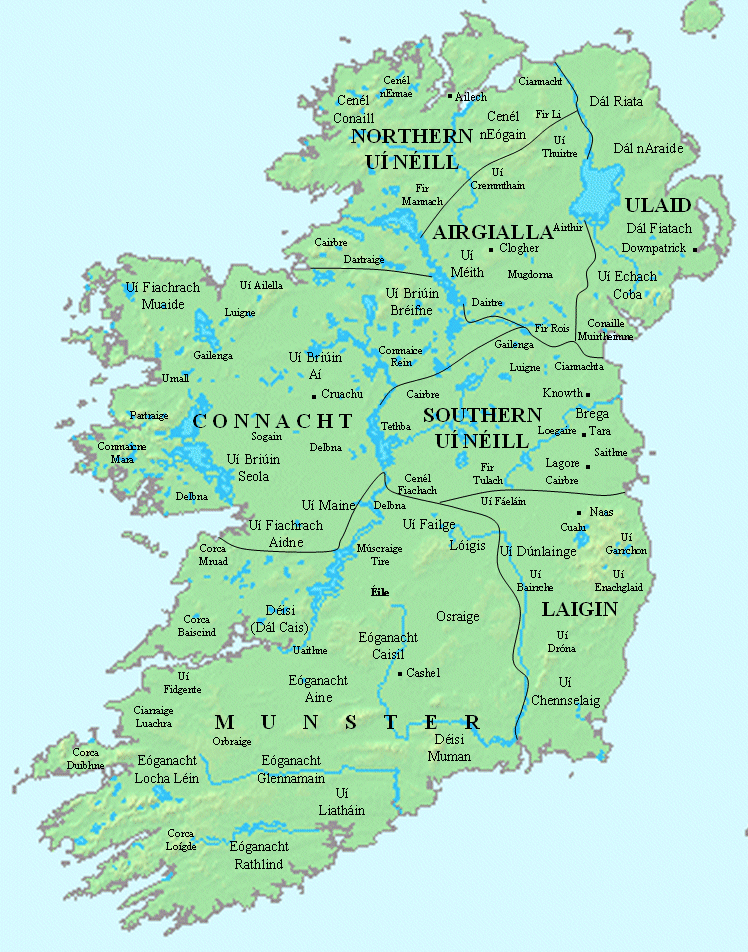
Племена та королівства в Ірландії в ранньому середньовіччі

Аед Аллан мак Фергайле — (Áed Allán mac Fergaile) — верховний король Ірландії. Час правління: 722—743. Король Айлеха. Син Фергала мак Маеле Дуйна (ірл. — Fergal mac Máele Dúin) — верховного короля Ірландії. Належав до клану Кенел н-Еогайн (ірл. — Cenél nEógain) — гілки королівського роду Північних О'Нейлів (ірл. — Uí Néill i dTuaisceart).

## Життєпис

### Походження і прихід до влади
Батько Аеда Аллана — Фергал мак Маеле Дуїн був вбитий разом з усім цвітом давньої ірландської аристократії в битві під Алмайном (ірл. — Almain) у 722 році коли він воював проти Мурхада мак Брайна (ірл. — Murchad mac Brain) та клану О'Дуйнлайнге (ірл. — Uí Dúnlainge) — короля Ленстеру та його сюзників. Після цієї катастрофи для О'Нейлів та й Ірландії в цілому, на троні верховних королів змінилось три королі. Флайхбертах мак Лоїнгсіг (з клану Кенел Конайлл) довгий час був лідером північних О'Нейлів, а потім і верховним королем Ірландії (хоча його влада над всією Ірландією була дуже умовною і номінальною, він не владарював навіть над всіма володіннями О'Нейлів). Аед Аллан зітнувся з ним в битві на рівнині Маг Іха (ірл. — Mag Itha) в 734 році, але зазнав поразки. Проте Флайхбертах мак Лоїнгсіг зрікся влади і пішов в монастир, що був розташований на території нинішнього графства Ард Маха (ірл. — Ard Macha) тобто Арма.
Головною передумовою захоплення трону верховних королів в Ірландії для претендентів на трон був успіх в битвах. Тому Аед Аллан мак Фергал воює з королівством Улад — з королем Аедом Ройном (ірл. — Áed Róin) з Дал Фіатах (ірл. — Dál Fiatach) — стинається з ним в битві під Фауяртом (ірл. — Faughart). Королі Уладу контролювали більшу частину Ольстеру, в той час як володіння клану Кенел н-Еогайн були в нинішньому графстві Тірон. Аед Аллан мак Фергал переміг королівство Улад (Ольстер) і вбив Аеда Ройна і вождя клану О'Ехах Кобо (ірл. — Uí Echach Cobo) і отримав контроль над Конайлле Муйрхемне (ірл. — Conailli Muirthemne).

### Правління
У 737 році Аед Аллан мак Фергал зустрівся з королем Еогнахти — Кахалом мак Фінгуйне (ірл. — Cathal Mac Finguine) в Терріглассі (ірл. — Terryglass) — на нейтральній території. Бірн (Byrne) пише, що Кахал, як король Мюнстера не визнав влади Аеда Аллана як верховного короля Ірландії, бо О'Нейли на той час не мали впливу і влади на півдні Ірландії. Але Кахал очікував деякої вигоди для себе від зустрічі, тому пішов на поступки — визнав церковне верховенство єпископів Арми. Аед Аллан був розчарований результатами зустрічі, але Арма та її священики, клірики були задоволені. Про це, принаймні, пише «Літопис Ольстера», де пишеться про результати переговорів Аеда Аллана і Кахала, як про подію, що лишила в силі закони святого Патріка. Аед Аллан та Кахал узгодили питання щодо земельних володінь церкви та оренди цих земель.
У 738 році Аед Аллан воював проти королівства Ленстер — зітнувся з армією цього королівства в битві під Ах Сенайг (ірл. — Áth Senaig), що ввійшла в історію як «Битва Стогону». «Літопис Ольстера» та «Літопис Тігернаха» багато пишуть про цю битву, в якій Аед Аллан був поранений, а король Ленстеру — Аед мак Колгген (ірл. — Áed mac Colggen) з клану О'Хейннселайг (ірл. — Uí Cheinnselaig) був вбитий. Бран Бек (ірл. — Bran Bec) з клану О'Дунлайнге (ірл. — Uí Dúnlainge) — син Мурхада мак Брайна Мута (ірл. — Murchad mac Brain Mut), що переміг і вбив батька Аеда Аллана теж був вбитий.
У «Літописах Ольстера» про це пишеться так: «Люди кажуть, що багато воїнів полягли в цій великій битві, і не було більших, і не було більш кровопролитних битв, таких запеклих і таких затятих у минулому Ірландії…»
Це була повна катастрофа для клану О'Хейннселайг — три століття після цієї битви в Ленстері домінував клан О'Дунлайнге.

### Смерть
Верховний король Аед Аллан мак Фергал, що справді став верховним королем з реальною, а не фіктивною владою після перемоги над Ленстером, був вбитий у 743 році в битві під Середмаг (ірл. — Seredmag), отримавши поразку від Домналла Міді (ірл. — Domnall Midi) з клану Холмайнн (ірл. — Clann Cholmáin). Літопис цитує вірш написаний особисто Аедом Алланом в день битви: «Якщо б мене мій любий Бог помилував
На берегах озера Лох-Сайлхедайн, Після моїх тяжких гріхів
То це було б все одно, що визнати мене рабом.»

### Нащадки
Нащадком Короля Аеда Аллана є Маел Дуїн мак Аедо Аллан (ірл. — Máel Dúin mac Áedo Alláin) (пом. 788 року), що став королем Айлеху.